# 청라국제도시
청라국제도시(靑羅國際都市)는 인천광역시 서구 청라동의 17.77 km2 중 7.27 km2의 부지에 인구 111,703명(2021년 8월)이 거주하는 국제도시 로서, 송도, 영종과 더불어 인천경제자유구역(IFEZ)을 구성하고 있다. 국제업무와 레저의 중심지로 개발되고 있으며, 인천국제공항고속도로, 공항철도, 경인고속도로, 경인아라뱃길 등 영종과 서울을 잇는 주요 교통축 상에 바다를 끼고 자리한 해안도시로서 탁월한 입지로는 가로로 경인고속도로, 인천국제공항고속도로, 세로로 수도권제2외곽순환고속도로가 있어 서울 여의도, 마포등은 청라에서 30분이면 도착할 수 있어 탁월한 교통입지를 자랑한다. 2015년 6월에 주민등록 인구가 8만명을 돌파하였다.

## 시설
한국GM의 R&D센터, 국내 외국인 학교 중 유일하게 국내 학력까지 인정받을 수 있는 청라 달튼 외국인학교(Dalton School), 잭 니콜라스가 설계한 골프 코스 중 최고의 코스만 모아놓은 베어즈 베스트(Bear's Best) 골프클럽이 라스베가스와 애틀랜타에 이어 세계에서 3번째로 청라에 들어섰다.
그 밖에,  국내 최대규모의 호수공원, 국제업무타운, 국제금융허브, 첨단산업단지, 테마파크형 로봇랜드, 국제과학복합연구단지, 화훼단지, 커낼웨이, U-ECO시티, 홀리랜드 등이 들어설 예정이다.
최근, 하나금융그룹의 본사를 이전하는 하나드림타운, 신세계 복합쇼핑타운 등의 협약이 잇따라 체결되면서 활성화의 기대가 높아진 상황이다.
또한, 바로 인접한 서부산업단지에는 LG그룹의 차세대 전기차 연구단지인 V-ENS 인천캠퍼스가 2013년 말 준공하였고, 2014년 아시안게임 주경기장은 2014년에 완공되어 제 17회 아시안게임을 성공적으로 마쳤다.
1. 국내 최대규모의 호수공원은 2014년 하반기에 임시개장하여 2015년 중 정식개장되었다

(2015년 1월 기준) 호수공원에서는 수도권 최대규모의 음악분수, 디지털 수족관, 미디어분수, 어반비치 등이 있다.
커낼웨이는 3.6km의 주운수로공원으로써 배가 다닐 수 있게 설계되어 청라국제도시를 동서로 관통하여 사람들을 운송할 수 있다.
2. 청라시티타워 계약이 체결되어 2019년부터 공사를 시작하여 2023년 완공을 목표로 현재 설계진행중에 있다
3. 청라스타필드를 위한 기반공사는 2017년 4월 완료되었으며, 2017년 상반기중에 1차 본공사가 시작될 예정이다.
4. 하나드림타운은 1차 공사가 2017년 4월 완료되었으며, 서울 을지로에 위치한 하나은행 본사가 2025년 상반기에 이전될 예정이다.
5. 소각장 2002년 가동을 시작한 소각장은 인천시내 모든 폐기물을 소각하고 있다.

## 교통

### 고속도로
북쪽에는 인천국제공항고속도로, 동쪽에는 경인고속도로, 서쪽에는 수도권제2순환고속도로가 지나가고 있다. 현재 서인천 나들목에서 청라 방면 직선화 공사가 완공되었으며, 향후 청라와 영종도를 잇는 제3연륙교 완공 시 영종 - 청라 - 서울을 잇는 주요 교통축으로 자리할 것으로 예상된다.

### BRT(간선급행버스체계)
2013년 7월 11일 인천 청라 ~ 서울 강서간 BRT가 임시개통 하였다. 버스 노선은 인천교통공사 7700번이 운행한다. 같은 해 7월 20일 정식개통을 하였다.

### 뱃길
주변에 경인항 인천터미널이 위치하여있고 페리를 이용하여 김포터미널까지 이용할 수 있다.

### 철도
- 북쪽에는 인천국제공항철도 청라국제도시역이 2014년 6월 21일 신설되어 서울역까지 39분만에 도달이 가능하다. 동쪽에는 인천 도시철도 2호선 가정역이 2016년 7월 30일 개통되었다. 2020년경에 이미 계획되어 있는 서울 지하철 9호선과의 직결 운행시에는 중앙보훈병원역까지 약 1시간 정도 소요될 예정이다. 청라국제도시 신교통이 2013년 7월 11일 개통되었으며, 여기에 석남역까지 건설 중인 서울 지하철 7호선을 인천국제공항철도 청라국제도시역까지 연장할 예정이다.

### 항공
북인천 나들목을 이용하여, 인천국제공항고속도로를 탑승하여, 영종대교를 건너 인천국제공항을 이용할 수 있다. 인천국제공항까지 약 30분 소요된다.
청라 나들목을 이용하여, 인천국제공항고속도로를 탑승하여, 김포공항 나들목에서 빠지면 김포국제공항을 이용할 수 있다. 정서진로를 이용해도, 김포국제공항을 갈 수 있다. 김포국제공항까지 약 20 ~ 30분 소요된다.

## 아파트
| 단지명                             | 건설사               | 시행사             | 주소                    | 입주        | 비고 |
| ---------------------------------- | -------------------- | ------------------ | ----------------------- | ----------- | ---- |
| 청라국제업무단지 센텀 대광로제비앙 | 대광건영㈜           | ㈜대광에이엠씨     | 서구 비즈니스로 166     | 2018년 12월 |      |
| 청라호수공원 한신더휴              | 한신공영             | ㈜드림파크개발     | 서구 청라한내로 40      | 2020년 6월  |      |
| 청라 1차 호반베르디움              |                      |                    |                         |             |      |
| 청라 2차 호반베르디움              | 호반건설             | ㈜영무건설         | 서구 청라에메랄드로 134 | 2011년 5월  |      |
| 청라 3차 호반베르디움              |                      |                    |                         |             |      |
| 청라 4차 호반베르디움              |                      |                    |                         |             |      |
| 청라 6차 호반베르디움              | ㈜호반산업           | 티에스자산개발㈜   | 서구 청라사파이어로 260 | 2021년 6월  |      |
| 청라 자이                          | ㈜지에스건설         | ㈜지에스건설       | 서구 청라에메랄드로 30  | 2010년 6월  |      |
| 청라 힐스테이트                    | 현대건설             | 공무원연금공단     | 서구 청라한내로 7       | 2012년 3월  |      |
| 청라 힐스테이트 커낼뷰             | 현대건설             | 공무원연금공단     |                         | 2012년 3월  |      |
| 청라 디 이스트                     | ㈜동문건설           | ㈜동문건설         |                         |             |      |
| 청라 힐데스하임                    | ㈜원건설             |                    |                         |             |      |
| 청라 SK VIEW                       | 에스케이에코플랜트㈜ | 케이비부동산신탁㈜ | 서구 솔빛로 93          | 2011년 12월 |      |

## 같이 보기
- 루원시티
- 인천경제자유구역
- 송도국제도시
- 영종도